# Theridion pennsylvanicum
Theridion pennsylvanicum là một loài nhện trong họ Theridiidae.
Loài này thuộc chi Theridion. Theridion pennsylvanicum được James Henry Emerton miêu tả năm 1913.